# Parafia św. Wojciecha w Brdowie
Parafia Świętego Wojciecha w Brdowie – rzymskokatolicka parafia położona w północno-wschodniej części gminy Babiak i na południu gminy Izbica Kujawska. Administracyjnie należy do diecezji włocławskiej (dekanat izbicki).

## Duszpasterze
- proboszcz o. Sebastian Gierszewski OSPPE
- rezydent: o. Karol Bilicz OSPPE
- rezydent: o. Jakub Napierała OSPPE

## Kościoły
- kościół parafialny: Sanktuarium Matki Bożej Zwycięskiej w Brdowie
- kościół filialny: Kościół Najświętszego Serca Pana Jezusa w Wiecininie

## Charakterystyka parafii
Parafia obejmuje następujące miejscowości: Brdów, Mchowo, Nowiny Brdowskie, PoloniszPsary, Radoszewice, Wiecinin (kościół filialny Najświętszego Serca Pana Jezusa), Bugaj, Świętosławice, Kolonia od Bugaja, Kolonia od Babiaka, Ostrowy Brdowskie, Grądy Brdowskie, Gaj Stolarski. 
Parafię zamieszkuje 1720 wiernych. 
Na terenie parafii – w kościele św. Wojciecha w Brdowie – znajduje się sanktuarium MB Zwycięskiej.
Odpust parafialny odbywa się w święto Świętego Wojciecha BM – 23 kwietnia, natomiast główny odpust ku czci Matki Bożej Zwycięskiej w pierwszą niedzielę po drugim lipca.

## Historia
Pierwsza wzmianka o istnieniu parafii w Brdowie datowana jest na rok 1326. Ważnym wydarzeniem historycznym był rok 1436, w którym król Władysław III Warneńczyk istniejącą parafię przekazał Ojcom Paulinom z Jasnej Góry. Miał podarowć im także obraz Matki Bożej, który otaczany jest przez wiernych szczególnym kultem aż do dziś.  